# Betty Blowtorch
Le Betty Blowtorch erano un gruppo rock statunitense formatosi verso la fine degli anni novanta in California.
La band era composta da Bianca Halstead "Butthole" (voce e basso), Blare N Bitch (chitarra), Sharon Needles (chitarra) e Judy Molish (batteria), tutte ex componenti del gruppo punk Butt Trumpet che però vedeva la Halstead solo come cantante di secondo piano.
Dopo un primo EP uscito nel 1999 intitolato Get Off che non ha avuto grande visibilità, nel 2001 esce Are You Man Enough?, album che ha ricevuto ottime critiche; dal vivo la band inizia ad essere conosciuta anche per le esibizioni che prevedono un pericoloso utilizzo del fuoco, sfidando qualsiasi norma base di sicurezza.
L'attività della band si ferma bruscamente con la morte di Bianca nel 2001 in un incidente stradale avvenuto a New Orleans poco dopo un concerto della band.
Nel 2003 esce Last Call (2003)
, una raccolta di live ed inediti, alla cui creazione ha lavorato anche Thom Bone, il cantante dei Butt Trumpet.
Nel 2006 Anthony Scarpa farà uscire un film-documentario su di loro, intitolato Betty Blowtorch And Her Amazing True Life Adventures.

## Formazione
- Bianca Halstead "Butthole" (voce e basso)
- Blare N Bitch  (chitarra)
- Sharon Needles (chitarra)
- Judy Molish (batteria)

## Discografia

### EP
- Get Off E.P. (1999)

### Full-length
- Are You Man Enough? (2001)

### Raccolte
- Last Call (2003)

## Videografia
- Betty Blowtorch and Her Amazing True Life Adventures (2006)